# ケイ・フランシス
ケイ・フランシス（Kay Francis, 本名：Katharine Edwina Gibbs, 1905年1月13日 - 1968年8月26日）は、アメリカ合衆国の女優である。

## 略歴
オクラホマ州オクラホマシティで生まれ、17歳で最初の結婚を経験した後1925年ブロードウェイにデビュー、1929年に映画デビューを果たす。
1932年にパラマウントからワーナー・ブラザースに移籍し、キャリアの全盛期を迎えた。30年代末期以降はワーナー・ブラザースのトップ女優の地位をベティ・デイヴィスに譲ったが、第二次世界大戦中は米軍への慰問活動に従事、戦後は主に舞台で活躍した後50年代以降は事実上引退状態となり、1968年に乳癌のため亡くなった。

## 主な出演作品
- ココナッツ The Cocoanuts (1929)
- 怪紳士 Raffles (1930)
- 極楽島満員 Let's Go Native (1930)
- 街のをんな Girls About Town (1931)
- 偽りのマドンナ The False Madonna (1931)
- 男子入用 Man Wanted (1932)
- 宝石泥棒 Jewel Robbery (1932)
- 限りなき旅 One Way Passage (1932)
- 極楽特急 Trouble in Paradise (1932)
- シナラ Cynara (1932)
- 暁の暴風 Storm at Daybreak (1933)
- 女性二重奏 Mary Stevens, M.D. (1933)
- 五十六番街の家 The House on 56th Street (1933)
- 南風の恋歌 Mandalay (1934)
- ワンダー・バー Wonder Bar (1934)
- 愛の岐路 Dr. Monica (1934)
- 母の素顔 I Found Stella Parish (1935)
- 白衣の天使 The White Angel (1936)
- 流行の女王 Stolen Holiday (1937)
- 沙漠の朝 Another Dawn (1937)
- コメット・オーバー・ブロードウェイ Comet Over Broadway (1938)
- ホノルル航路 It's a Date (1940)
- 殴りこみ一家 When the Daltons Rode (1940)
- 我が心の歌 Always in My Heart (1942)